# Ikeda Masaki
Masaki Ikeda (sinh ngày 8 tháng 7 năm 1999) là một cầu thủ bóng đá người Nhật Bản.

## Sự nghiệp câu lạc bộ
Masaki Ikeda đã từng chơi cho Fukushima United FC.